# Jean Ernest Philibert Albert de Hemricourt de Ramioulle
Jean Ernest Philibert Albert de Hemricourt (Hoei, 22 april 1770 - Ivoz-Ramet, 7 december 1835) was een Zuid-Nederlands edelman, lid van de Eerste en de Tweede Kamer der Staten-Generaal.

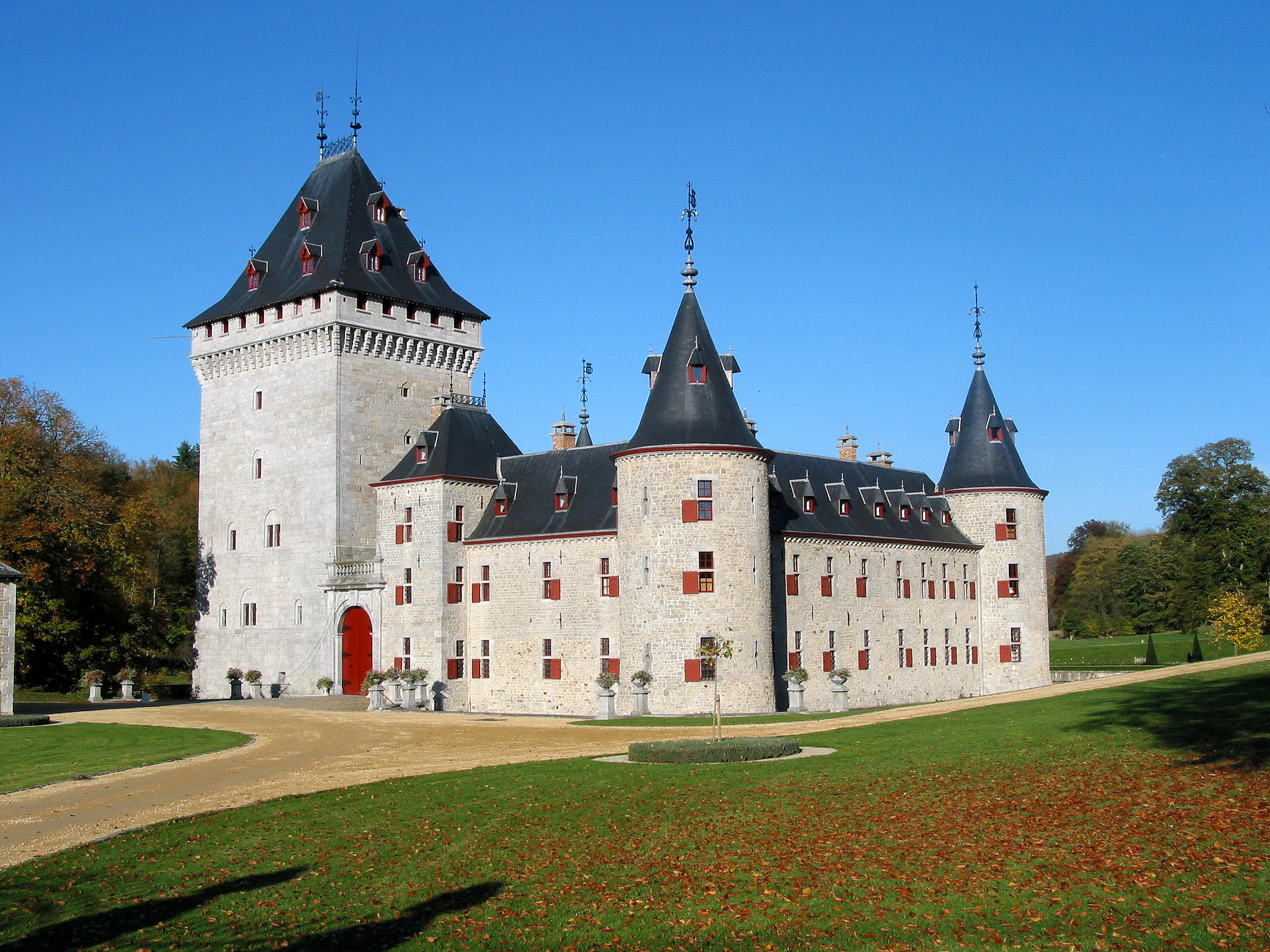
Het kasteel van Hargimont, in de 18de eeuw in het bezit van de familie de Hemricourt

## Geschiedenis
De oude familie de Hemricourt werd opgemerkt in 1648 als lid van de Tweede stand van het prinsbisdom Luik en in 1729 van die van Namen. In 1745 kende Maximiliaan van Beieren de titel graaf van het Heilige Roomse Rijk, overdraagbaar op alle afstammelingen, toe aan Jean-Claude de Hemricourt, die zonder afstammelingen bleef, en aan zijn neef Conrard de Hemricourt. 
Conrard trad in 1735 in een tweede huwelijk met barones Barbara de Luse. Hun tweede zoon, graaf Claude de Hemricourt (1742-1808), heer van Ramioulle, trouwde in 1766 met Gerardine de Horion de Henisse (1741-1818). Zij waren de ouders van Albert de Hemricourt. 
Tijdens het ancien régime was Albert militair. Hij vertrok naar aanleiding van de Franse invallen en sloot zich aan in Duitsland bij de legers die vochten voor de Franse prinsen, de broers van de onthoofde koning Lodewijk XVI. Na 1800, toen de rust was teruggekeerd, kwam hij naar de Zuidelijke Nederlanden terug en leefde teruggetrokken in het familiekasteel van Hargimont.
Hij kwam terug in de openbaarheid ten tijde van het Verenigd Koninkrijk der Nederlanden toen hij bij Koninklijk Besluit van 5 maart 1816 benoemd werd in de Ridderschap van de provincie Luik met de titel van graaf, overdraagbaar op alle afstammelingen. Hij zetelde eerst in de Provinciale Staten van Luik in de periode 1816-1820. Van 19 oktober 1819 tot 18 oktober 1824 was hij lid van de Tweede Kamer der Staten-Generaal voor de provincie Luik. Van 19 oktober 1824 tot 18 oktober 1830 was hij lid van de Eerste Kamer der Staten-Generaal. Hij werd beschouwd als regeringsgezind.
In 1797 trouwde hij met Florence de Grady (1770-1832). Ze hadden twee zoons:
- Graaf Charles de Hemricourt (1803-1878), die diplomaat werd in dienst van Nederland.
- Graaf Albert de Hemricourt (1801-1867), die koos voor België. Hij trouwde met Joséphine Demet (1804-1887) en ze hadden zes kinderen. Er waren nog enkele nazaten, maar de familie doofde uit in 1931.

De Hemricourt bewoonde tegen het einde van zijn leven het kasteel Ramioul in Ramet-Ivoz.